# Ryder Cup 2016
41. Ryder Cup byla týmová soutěž mužů v golfu. Konala se od pátku 30. září do neděle 2. října 2016 v golfovém klubu Hazeltine National ve městě Chaska, Minnesota. Obhájcem trofeje byl tým Evropy, který zvítězil ve třech minulých utkáních. Kapitánem týmu Evropy byl Darren Clarke, kapitánem týmu USA Davis Love III. Tým USA zvítězil celkovým skóre 17:11, a získal tak pohár do svého držení na následující dva roky. Další Ryder Cup se bude hrát v roce 2018 na hřišti Le Golf National ve francouzském Saint-Quentin-en-Yvelines.

## Formát soutěže
Ryder Cup je týmová soutěž ve hře na jamky. Hraje se osm zápasů ve formátu foursome (soupeří dvě dvojice, každá má jeden míč), osm ve formátu fourball (dvě dvojice, každý hráč má svůj míč, počítá se lepší z dvojice) a dvanáct dvouher. Za vyhraný zápas získává tým bod, při nerozhodném stavu po 18 jamkách získá každý tým půl bodu. Celkem se tedy rozdělí 28 bodů. Obhájci stačí k udržení trofeje remíza, tj. 14 bodů; naopak vyzyvatel musí k zisku trofeje zvítězit, tj. dosáhnout alespoň 14½ bodu.
V pátek a v sobotu byly na programu vždy dopoledne čtyři zápasy foursome, odpoledne čtyři zápasy fourball. Všech dvanáct dvouher se hrálo v neděli 2. října.

## Sestavy

### Kvalifikační kritéria
Za každý tým nastupuje 12 hráčů. Kvalifikační kritéria pro tým Evropy:
- prvních pět hráčů v žebříčku European Tour World Points List ke 22. srpnu 2016
- další čtyři hráči z žebříčku European Points List ke 28. srpnu 2016
- tři divoké karty kapitána (oznámeny 30. srpna 2016)

V případě týmu USA jsou kritéria tato:
- prvních osm hráčů z žebříčku PGA po skončení turnaje Barclays 28. srpna 2016
- čtyři divoké karty kapitána (tři oznámeny 12. září, poslední, Ryan Moore, 25. září 2016)[2]

### Složení týmů
| Evropa              | USA             |
| ------------------- | --------------- |
| Rafa Cabrera Bello  | Rickie Fowler*  |
| Matthew Fitzpatrick | J.B. Holmes*    |
| Sergio García       | Dustin Johnson  |
| Martin Kaymer*      | Zach Johnson    |
| Rory McIlroy        | Brooks Koepka   |
| Thomas Pieters*     | Matt Kuchar*    |
| Justin Rose         | Phil Mickelson  |
| Henrik Stenson      | Ryan Moore*     |
| Andy Sullivan       | Patrick Reed    |
| Lee Westwood*       | Brandt Snedeker |
| Danny Willett       | Jordan Spieth   |
| Chris Wood          | Jimmy Walker    |

*hráči, které do týmu nominoval kapitán
Každý z kapitánů také jmenoval pět svých zástupců (vice-captain). V týmu Evropy to byli Thomas Björn, Padraig Harrington, Paul Lawrie, Ian Poulter a Sam Torrance. Zástupci kapitána USA byli Jim Furyk, Tom Lehman, Steve Stricker, Bubba Watson a Tiger Woods.

## Výsledky

### Pátek - foursome
Všechny čtyři dopolední zápasy v pátek ovládli Američané, kteří se tak ujali vedení 4:0. Pouze zápas McIlroy/Sullivan versus Mickelson/Fowler se dostal na osmnáctý green; ostatní tři zápasy skončily předčasně. Nejhorší výsledek Evropy zaznamenali Lee Westwood a Thomas Pieters, kteří prohráli o pět bodů už po čtrnácté jamce.
| Evropa           | Body | Body | USA               | Skóre |
| ---------------- | ---- | ---- | ----------------- | ----- |
| Rose/Stenson     | 0    | 1    | Spieth/Reed       | 3&2   |
| McIlroy/Sullivan | 0    | 1    | Mickelson/Fowler  | 1     |
| Garcia/Kaymer    | 0    | 1    | Z. Johnson/Walker | 4&2   |
| Westwood/Pieters | 0    | 1    | D. Johnson/Kuchar | 5&4   |
| Průběžný stav    | 0    | 4    |                   |       |

### Pátek - fourball
Odpoledne získal své první body i tým Evropy, a snížil náskok soupeře na 5:3. Dvojice Rose/Stenson oplatila dopolední porážku Spiethovi s Reedem, naopak Martin Kaymer neuspěl ani ve svém druhém zápase.
| Evropa               | Body | Body | USA               | Skóre |
| -------------------- | ---- | ---- | ----------------- | ----- |
| Rose/Stenson         | 1    | 0    | Spieth/Reed       | 5&4   |
| Garcia/Cabrera Bello | 1    | 0    | Holmes/Moore      | 3&2   |
| Kaymer/Willett       | 0    | 1    | Snedeker/Koepka   | 5&4   |
| McIlroy/Pieters      | 1    | 0    | D. Johnson/Kuchar | 3&2   |
| Průběžný stav        | 3    | 5    |                   |       |

### Sobota - foursome
V sobotních foursome zápasech se náskok USA snížil o další bod na 6½:5½. Jediný celý bod pro USA získali Snedeker a Koepka poté, co za vyrovnaného stavu získali jamky 13, 15 a 16 a zvítězili tak o tři body po šestnácté jamce. Podobný finiš na straně Evropy předvedlo španělské duo Garcia / Cabrera Bello. Po dvanácté jamce prohrávali už o čtyři jamky, ale z posledních šesti jamek dvě vypůlili a čtyři vyhráli, a jejich zápas tak skončil remízou („all square“). V týmu Evropy poprvé na turnaji nastoupili Chris Wood a Matt Fitzpatrick (všech 12 Američanů hrálo už v pátek).
| Evropa               | Body | Body | USA               | Skóre |
| -------------------- | ---- | ---- | ----------------- | ----- |
| McIlroy/Pieters      | 1    | 0    | Fowler/Mickelson  | 4&2   |
| Stenson/Fitzpatrick  | 0    | 1    | Snedeker/Koepka   | 3&2   |
| Rose/Wood            | 1    | 0    | Z. Johnson/Walker | 1     |
| Garcia/Cabrera Bello | ½    | ½    | Reed/Spieth       | A/S   |
| Průběžný stav        | 5½   | 6½   |                   |       |

### Sobota - fourball
V sobotu se skóre nakrátko vyrovnalo poté, co svůj třetí bod ze tří zápasů získali McIlroy a Pieters. Následující tři zápasy ale získali Američané, a stanovili tak skóre po čtyřhrách na 9½:6½. Spieth a Reed vrátili porážku z pátečních fourballů Stensonovi s Rosem, a třízápasový minisouboj těchto dvojic tak skončil 2:1 pro Američany. Lee Westwood ani Martin Kaymer opět nebodovali, a spolu s nováčky Fitzpatrickem, Sullivanem a Willettem zůstali na nule. Naopak v týmu USA už se každý hráč podílel alespoň na jednom bodu.
| Evropa           | Body | Body | USA               | Skóre |
| ---------------- | ---- | ---- | ----------------- | ----- |
| McIlroy/Pieters  | 1    | 0    | Koepka/D. Johnson | 3&1   |
| Willett/Westwood | 0    | 1    | Holmes/Moore      | 1     |
| Garcia/Kaymer    | 0    | 1    | Mickelson/Kuchar  | 2&1   |
| Rose/Stenson     | 0    | 1    | Reed/Spieth       | 2&1   |
| Průběžný stav    | 6½   | 9½   |                   |       |

### Neděle - dvouhry
V prvních šesti nedělních dvouhrách dokázal tým Evropy držet se soupeřem krok, a po výhře Pieterse ve třetím zápase se přiblížit ve skóre až na rozdíl jediného bodu. Američané ale dokázali zvítězit v pěti z posledních šesti zápasů, a dosáhli celkového vítězství v poměru 17:11. Souboj Garcia - Mickelson skončil remízou poté, co oba hráči zahráli dohromady 19 birdie a ve hře na rány by byli oba dosáhli skóre -9. Z pěti dosud nebodujících hráčů Evropy dokázal svůj zápas vyhrát pouze Martin Kaymer. Brandt Snedeker si jako jediný hráč v soutěži udržel stoprocentní úspěšnost, když získal bod i ve svém třetím zápase.
| Evropa        | Body | Body | USA        | Skóre |
| ------------- | ---- | ---- | ---------- | ----- |
| McIlroy       | 0    | 1    | Reed       | 1     |
| Stenson       | 1    | 0    | Spieth     | 3&2   |
| Pieters       | 1    | 0    | Holmes     | 3&2   |
| Rose          | 0    | 1    | Fowler     | 1     |
| Cabrera Bello | 1    | 0    | Walker     | 3&2   |
| Garcia        | ½    | ½    | Mickelson  | A/S   |
| Westwood      | 0    | 1    | Moore      | 1     |
| Sullivan      | 0    | 1    | Snedeker   | 3&1   |
| Wood          | 0    | 1    | D. Johnson | 1     |
| Willett       | 0    | 1    | Koepka     | 5&4   |
| Kaymer        | 1    | 0    | Kuchar     | 1     |
| Fitzpatrick   | 0    | 1    | Z. Johnson | 4&3   |
| Konečný stav  | 11   | 17   |            |       |

### Úspěšnost jednotlivých hráčů
| Tým           | Hráč                | Zápasy FS | Body FS | Zápasy FB | Body FB | Body dvouhra | Zápasy | Body | Úspěšnost |
| ------------- | ------------------- | --------- | ------- | --------- | ------- | ------------ | ------ | ---- | --------- |
| Evropská unie | Rafa Cabrera Bello  | 1         | ½       | 1         | 1       | 1            | 3      | 2½   | 83%       |
| Evropská unie | Matthew Fitzpatrick | 1         | 0       | 0         | 0       | 0            | 2      | 0    | 0%        |
| Evropská unie | Sergio García       | 2         | ½       | 2         | 1       | ½            | 5      | 2    | 40%       |
| Evropská unie | Martin Kaymer       | 1         | 0       | 2         | 0       | 1            | 4      | 1    | 25%       |
| Evropská unie | Rory McIlroy        | 2         | 1       | 2         | 2       | 0            | 5      | 3    | 60%       |
| Evropská unie | Thomas Pieters      | 2         | 1       | 2         | 2       | 1            | 5      | 4    | 80%       |
| Evropská unie | Justin Rose         | 2         | 1       | 2         | 1       | 0            | 5      | 2    | 40%       |
| Evropská unie | Henrik Stenson      | 2         | 1       | 2         | 0       | 1            | 5      | 2    | 40%       |
| Evropská unie | Andy Sullivan       | 1         | 0       | 0         | 0       | 0            | 2      | 0    | 0%        |
| Evropská unie | Lee Westwood        | 1         | 0       | 1         | 0       | 0            | 3      | 0    | 0%        |
| Evropská unie | Danny Willett       | 0         | 0       | 2         | 0       | 0            | 3      | 0    | 0%        |
| Evropská unie | Chris Wood          | 1         | 1       | 0         | 0       | 0            | 2      | 1    | 50%       |
| USA           | Rickie Fowler       | 2         | 1       | 0         | 0       | 1            | 3      | 2    | 67%       |
| USA           | J.B. Holmes         | 0         | 0       | 2         | 1       | 0            | 3      | 1    | 33%       |
| USA           | Dustin Johnson      | 1         | 1       | 2         | 0       | 1            | 4      | 2    | 50%       |
| USA           | Zach Johnson        | 2         | 1       | 0         | 0       | 1            | 3      | 2    | 67%       |
| USA           | Brooks Koepka       | 1         | 1       | 2         | 1       | 1            | 4      | 3    | 75%       |
| USA           | Matt Kuchar         | 1         | 1       | 2         | 1       | 0            | 4      | 2    | 50%       |
| USA           | Phil Mickelson      | 2         | 1       | 1         | 1       | ½            | 4      | 2½   | 63%       |
| USA           | Ryan Moore          | 0         | 0       | 2         | 1       | 1            | 3      | 2    | 67%       |
| USA           | Patrick Reed        | 2         | 1½      | 2         | 1       | 1            | 5      | 3½   | 70%       |
| USA           | Brandt Snedeker     | 1         | 1       | 1         | 1       | 1            | 3      | 3    | 100%      |
| USA           | Jordan Spieth       | 2         | 1½      | 2         | 1       | 0            | 5      | 2½   | 50%       |
| USA           | Jimmy Walker        | 2         | 1       | 0         | 0       | 0            | 3      | 1    | 33%       |

Každému z hráčů jsou v tabulce započítány všechny body, na kterých se podílel - dojde tak ke „zdvojení“ bodů ze čtyřher. Úspěšnost je počet získaných bodů dělená počtem zápasů.